# USA i olympiska vinterspelen 1952
USA deltog med 66 deltagare vid de olympiska vinterspelen 1952 i Oslo. Totalt vann de fyra guldmedaljer, sex silvermedaljer och en bronsmedalj.

## Medaljer

### Guld
- Andrea Mead-Lawrence - Alpin skidåkning, slalom och storslalom.
- Dick Button - Konståkning.
- Ken Henry - Skridsko, 500 meter.

### Silver
- Stanley Benham och Patrick Martin - Bob.
- Stanley Benham, Patrick Martin, Howard Crossett och James Atkinson - Bob.
- Tenley Albright - Konståkning.
- Karol Kennedy och Peter Kennedy - Konståkning.
- Don McDermott - Skridsko, 500 meter.
- Ruben Bjorkman, Leonard Ceglarski, Joseph Czarnota, Richard Desmond, Andre Gambucci, Clifford Harrison, Gerald Kilmartin, John Mulhern, John Noah, Arnold Oss, Robert Rompre, James Sedin, Alfred Van Allen, Donald Whiston och Ken Yackel - Ishockey.

### Brons
- James Grogan - Konståkning.